# Врхово-при-Шентловренцу
Врхово-при-Шентловренцу (словен. Vrhovo pri Šentlovrencu) — поселення в общині Требнє, регіон Південно-Східна Словенія, Словенія.